# 賓得士K-S1
賓得士 K-S1（Pentax K-S1）是由理光於2014年8月27日發表的中階賓得士產品線的2000萬畫素數位單眼相機。該相機如同先前推出的賓得士 K-3一樣省略光學抗混叠滤波器，而是使用抗混叠滤波器模擬器。K-S1也如同K-3支援可遙控拍攝與下載影像的宾得 FluCard。
在其他方面，K-S1也相當程度繼承了K-30/K-50的設計，例如緊湊設計機身、100% 覆蓋的觀景窗、最高快門速度1/6000秒與 D-LI109 電池。K-S1並有內建立體聲麥克風，以及配合1080p的30 FPS錄影功能。
要注意的是，K-S1的體積稍大於同時期全世界體積最小、重量最輕的數位單眼相機佳能 EOS 100D。

## 外部連結
- PENTAX K-S1
- Pentax K-S1 Review -- First Impressions （页面存档备份，存于）
- Ricoh unveils Pentax K-S1 at dpreview （页面存档备份，存于）